# Nauruische Regierung

Staatswappen von Nauru

Die Nauruische Regierung, englisch Government of Nauru ist die Exekutive des Staates Nauru und besitzt gewisse Kompetenzen der Legislative.

## Aufbau und Organe

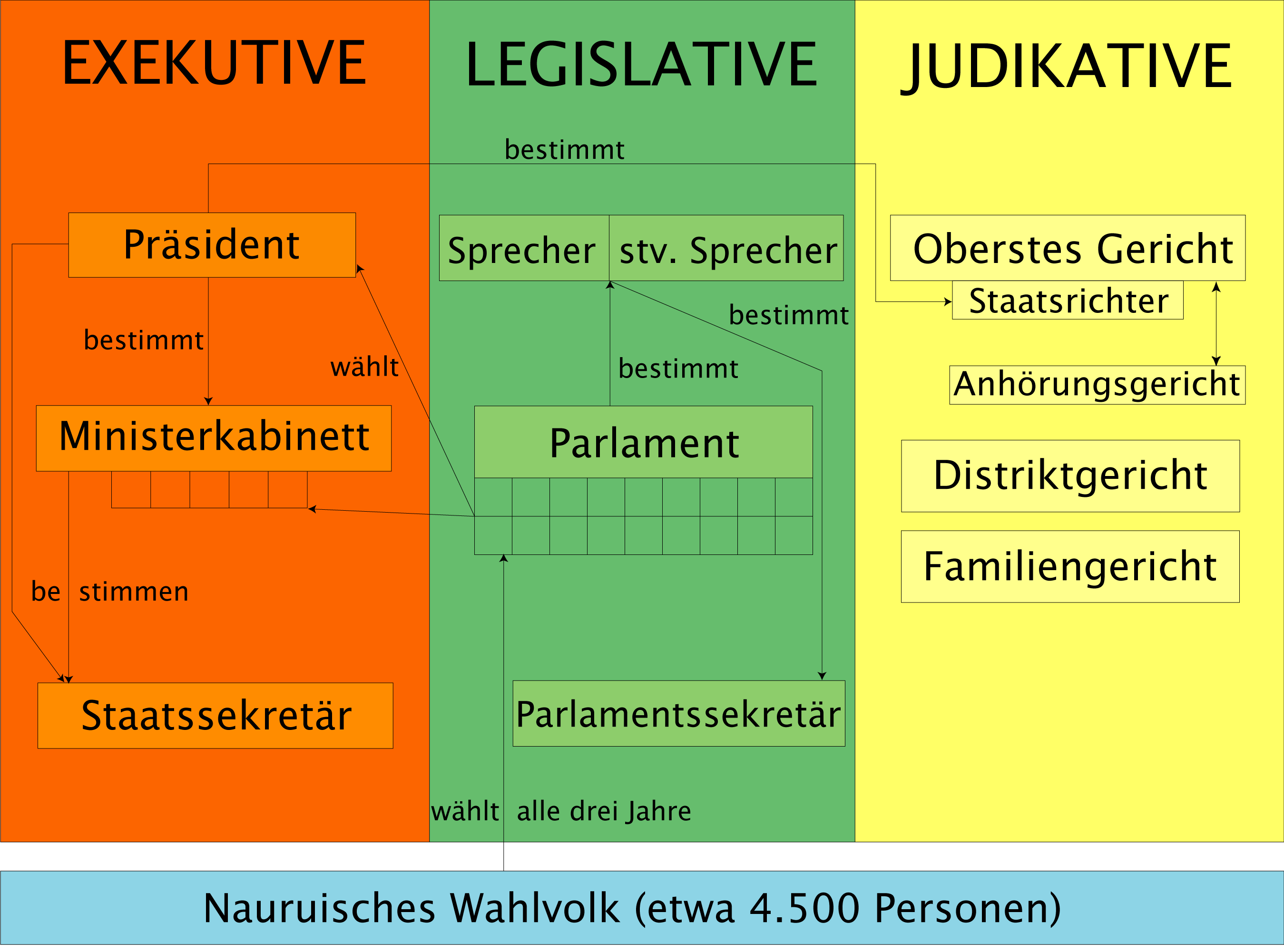
Schema der Gewaltenteilung der nauruischen Verfassung

Geregelt ist der Aufbau der Regierung im Part III. The President and the Executive Art. 16-25 Constitution of Nauru 1968.
Die Regierung besteht in den Grundzügen aus:
- dem President, dem Staatspräsidenten
- dem Cabinet, der Regierungsmannschaft mit Präsident und Ministern
- dem Chief Secretary (Generalsekretär, Oberster Staatssekretär)

### Präsident Naurus
Der President of Nauru ist Staatsoberhaupt Naurus, und als President of the Cabinet auch Regierungschef (Regierungspräsident). Er wird vom Nauruischen Parlament aus seiner Mitte bestimmt: Der Präsident muss ein Mitglied des Parlaments sein – ausgenommen dessen Sprecher (Speaker) oder stellvertretender Sprecher (Deputy Speaker). Er kann durch ein Misstrauensvotum mit einfacher Mehrheit (des gesamten) Parlaments abberufen werden.
Der Präsident repräsentiert den Staat und bestellt seinerseits die Kabinettsminister, und den Chief Justice und die Richter das Supreme Court of Nauru, des obersten Gerichtshofes – die Judikative ist aber souverän.
Siehe auch: Liste der Präsidenten Naurus

### Stellvertretender Regierungschef
Ein stellvertretender Präsident wird nicht regulär ernannt. Das Amt ist nur für den Fall und die Zeit vorgesehen, in der der Präsident wegen Krankheit, Abwesenheit von Nauru oder aus einem anderen Grund nicht handeln kann. Dann bestimmt das Kabinett eines seiner Mitglieder als die Präsidentschaft ausübend.

### Regierung
Die Regierung, das Cabinet, stellt sich aus dem Präsidenten und vier oder fünf Ministern zusammen.
Die Minister werden vom Präsidenten ernannt und können auch von ihm des Amtes enthoben werden, und müssen ebenfalls Parlamentsmitglieder sein. Außerdem darf kein Regierungsmitglied ein bezahltes Amt im Staatsdienst oder einer Körperschaft des öffentlichen Rechts innehaben.
Das Kabinett hat die exekutive Staatsgewalt inne und leitet und kontrolliert die Regierung. Es ist dem Parlament kollektiv verantwortlich. Die Regierungsmitglieder werden auf Treue und Verschwiegenheit vereidigt:

„I, … swear by Almighty God that I will faithfully carry out my duties as a member of the Cabinet and that I will not improperly reveal any matters of which I have become aware by reason of my membership of the Cabinet. So help me God.“

### Ministerrat
Der Ministerrat (Meetings of Cabinet), das Plenumsgremium aus Präsident und Kabinettsministern, ist das beschlussfassende oberste Organ der Regierung. Er steht unter Vorsitz des Präsidenten. Die Modalitäten der Kabinettssitzungen obliegen dem Beschluss des Kabinetts.
Der Ministerrat hat gewisse Kompetenzen bezüglich der Gesetzgebung, insbesondere kann er den Obersten Gerichtshof auffordern, Stellungnahmen in Verfassungsfragen abzugeben.

### Ministerien
Die Zuteilung der Portefeuilles der Regierung zu den Kabinettsmitgliedern – sich selbst miteingeschlossen – nimmt der Präsident vor. Die Portefeuilles sind:

### Generalsekretär und Dienstausschuss
Der Chief Secretary ist ein eigenständiges Amt der Regierung als oberster Leiter der Administrative und exekutiven Körperschaften. Er bestimmt die Staatsbediensteten, hat die disziplinarische Oberaufsicht und enthebt sie ihres Amtes.
Er wird vom Kabinett bestimmt und abgesetzt, und hat dem Kabinett über seine Tätigkeit zu berichten. Daneben hat aber das Parlament das Recht, die Aufgaben des Chief Secretary einem Gremium, dem Public Service Board zu übertragen. Dieser besteht dann aus dem Chief Secretary als Vorsitzendem und mindestens zwei weiteren Mitgliedern. Das stellt die parlamentarische Kontrolle sicher, da der Chief Secretary auch Oberbefehlshaber der Nauru Police Force, der Polizeikräfte des Staates, ist.
Im Unterschied zur Regierungsmannschaft darf der Staatssekretär deshalb nicht aus den Reihen der Parlamentsmitglieder kommen, die anderen Mitglieder des Public Service Board ebenfalls.

### Regierungsbehörden
Der Kleinstaat hat keine Ministerien im europäischen Sinne, die Minister haben persönliche Ministerialämter (Government Offices), in denen die Regierungsarbeit abgewickelt wird, je nachdem, welchen Ressorts ein Minister vorsteht. Sie befinden sich durchwegs im  Government Building, Yaren District, der De-facto-Hauptstadt Naurus.

Eine Ausnahme bildet das Department of Economic Development, Trade & Investment Division – Nationalagentur für wirtschaftliche Entwicklung, Handel und Investitionsabteilung.
Zu den nachgeordneten Dienststellen, einschließlich der staatlichen Unternehmen, gehören:
- Nauru Bureau of Statistics (NBOS)[24] – Statistisches Amt
- Government Information Office – Öffentlichkeitsarbeit, betreut u. a. den staatlichen Rundfunk
- Nauru Utilities Corporation (NUC) – Infrastrukturagentur für Strom, Wasser, und Energieversorgung/Kraftstoffe[25]
- Nauru Air Corporation (NAC) – Luftfahrtamt, betreibt die Our Airline (fka Air Nauru)
- Nauru Phosphate Royalties Trust (NPRT) – Regulierungsbehörde für den Phosphatabbau, betreut insb. die Republic of Nauru Phosphate (RONPhos, ex Nauru Phosphate Corporation NPC)
- Nauru Rehabilitation Corporation (NRC) – Agentur für die Renaturierung der Abbaugebiete[26]